# Gran Premio di superbike di Hockenheim 1988
Il Gran Premio di superbike di Hockenheim 1988 è stato la terza prova del mondiale superbike del 1988.

## Resoconto
Fonti 
Il terzo Gran Premio del mondiale Superbike del 1988 si corse l'8 maggio a Hockenheim, ad una sola settimana di distanza dalla seconda prova (il GP d'Ungheria). Come già accaduto in occasione delle due precedenti prove, anche in questa occasione furono più di sessanta i piloti iscritti a questo GP, con conseguenza che, a causa del limite di partecipazione alle gare fissato da regolamento a 40 piloti, furono oltre venti i piloti a non qualificarsi.
A seguito delle polemiche generatesi dalla vittoria di Adrien Morillas nella seconda gara del GP d'Ungheria, con la Bimota che contestò il risultato, opinando circa la regolarità della Kawasaki GPX750 del pilota francese, la Federazione Motociclistica Internazionale prese la decisione che, a partire da questo GP, la commissione di gara deve controllare la conformità delle prime tre motociclette giunte al traguardo di ogni gara, più altre due motociclette estratte a sorte.
In gara 1 si è registrata la vittoria della Bimota YB4 guidata da Davide Tardozzi, che ottiene in questo modo la sua seconda vittoria stagionale, anche se la prima vittoria di Donington non gli ha portato punti in campionato. Completano il podio i due piloti del team Honda France (la squadra francese nel 1988 corse principalmente nel mondiale Endurance e solo in questo GP prese parte per la prima volta in stagione al mondiale Superbike) con Christophe Bouheben secondo e Alex Vieira terzo.
La seconda gara vide primeggiare ancora una volta Tardozzi, seguito in questa occasione dal compagno di squadra Stéphane Mertens (il belga chiuse al tredicesimo posto gara 1 a causa di problemi con l'impianto di iniezione della sua moto), con il team Bimota che realizza così una doppietta in questa gara. Al terzo posto si posiziona, così come in gara 1, il pilota portoghese Vieira. In questa seconda gara è Virginio Ferrari, vincitore nel 1987 del campionato mondiale Formula TT, a realizzare il giro veloce, il pilota italiano si ripropone in questo modo nelle posizioni di vertice dopo un inizio di stagione difficoltoso (nella prima prova a Donington non era riuscito neanche a qualificarsi).
In conclusione di questo GP, Tardozzi, grazie alle due vittorie ed ai relativi venti punti conquistati, si porta in prima posizione della graduatoria piloti con 36 punti totali, mentre scende in seconda piazza lo statunitense Fred Merkel, che perde il primo posto in quanto non totalizza punti in queste due gare tedesche (17º in gara 1 e ritirato in gara 2) e pertanto resta fermo a 32,5 punti. Al terzo posto si trova con 31 punti Marco Lucchinelli, in difficoltà in questo GP dove realizza solo 7,5 punti, anche a causa di problemi tecnici sulla sua Ducati 851. Più dietro nella classifica mondiale, al quarto posto Joey Dunlop con 30 punti, al quinto Fabrizio Pirovano a 28 punti (Pirovano risulta essere l'unico pilota ad aver ottenuto sempre punti nelle gare corse fino a questo momento) e Mertens sesto con 26 punti.

## Gara 1
Fonti 

### Arrivati al traguardo
| Pos. | Nº | Pilota                 | Squadra                        | Motocicletta    | Giri | Tempo     | Griglia | Punti |
| ---- | -- | ---------------------- | ------------------------------ | --------------- | ---- | --------- | ------- | ----- |
| 1º   | 2  | Davide Tardozzi        | Bimota SpA                     | Bimota YB4      | 15   | 33:16.860 | 2º      | 10    |
| 2º   | 46 | Christophe Bouheben    | Honda France Motul             | Honda RC30      | 15   | +2.980    | 4º      | 8,5   |
| 3º   | 45 | Alex Vieira            | Honda France Motul             | Honda RC30      | 15   | +4.270    | 1º      | 7,5   |
| 4º   | 44 | Edwin Weibel           | Mühlebach Honda                | Honda RC30      | 15   | +5.140    | 5º      | 6,5   |
| 5º   | 9  | Roger Burnett          | Honda Britain                  | Honda RC30      | 15   | +6.910    | 9º      | 5,5   |
| 6º   | 1  | Marco Lucchinelli      | Ducati Team Lucky              | Ducati 851      | 15   | +17.050   | 6º      | 5     |
| 7º   | 3  | Joey Dunlop            | Shell Gemini Oil               | Honda RC30      | 15   | +18.260   | 12º     | 4,5   |
| 8º   | 17 | Andreas Hofmann        | Eckert Motorradtechnik         | Honda RC30      | 15   | +19.200   | 8º      | 4     |
| 9º   | 67 | Éric Delcamp           | Kawasaki France                | Kawasaki GPX750 | 15   | +23.730   | 25º     | 3,5   |
| 10º  | 5  | Virginio Ferrari       | Moto Club Milano               | Honda RC30      | 15   | +23.860   | 10º     | 3     |
| 11º  | 65 | Fabrizio Pirovano      | Moto Club Carate Brianza       | Yamaha FZR750   | 15   | +24.200   | 18º     | 2,5   |
| 12º  | 28 | Paul Iddon             | Pee Jay Racing                 | Bimota YB4      | 15   | +24.550   | 15º     | 2     |
| 13º  | 6  | Stéphane Mertens       | Bimota SpA                     | Bimota YB4      | 15   | +31.430   | 3º      | 1,5   |
| 14º  | 61 | Kenny Irons            | Bridge Garages Exeter          | Honda RC30      | 15   | +33.090   | 20º     | 1     |
| 15º  | 52 | Peter Rubatto          | Hein Gericke                   | Bimota YB4      | 15   | +35.460   | 7º      | 0,5   |
| 16º  | 4  | Mark Phillips          | Loctite Yamaha                 | Bimota YB4      | 15   | +48.640   | 26º     |       |
| 17º  | 8  | Fred Merkel            | RCM                            | Honda RC30      | 15   | +49.380   | 23º     |       |
| 18º  | 7  | Ernst Gschwender       | Suzuki Motor GmbH Deutschland  | Suzuki GSX-R750 | 15   | +49.520   | 17º     |       |
| 19º  | 47 | Adrien Morillas        | Kawasaki France                | Kawasaki GPX750 | 15   | +49.900   | 28º     |       |
| 20º  | 63 | Anders Andersson       | Suzuki Sweden                  | Suzuki GSX-R750 | 15   | +56.200   | 29º     |       |
| 21º  | 71 | René Rasmussen         |                                | Suzuki GSX-R750 | 15   | +56.470   | 33º     |       |
| 22º  | 56 | Udo Mark               | Mitsui Yamaha Racing           | Yamaha FZR750   | 15   | +56.860   | 16º     |       |
| 23º  | 70 | Thierry Crine          | Suzuki Minolta Racing          | Suzuki GSX-R750 | 15   | +59.650   | 31º     |       |
| 24º  | 57 | Anton Gruschka         | Hötzinger & Wirthmüller Racing | Honda VFR750    | 15   | +1:02.640 | 22º     |       |
| 25º  | 66 | Jean-Louis Guignabodet |                                | Honda RC30      | 15   | +1:11.980 | 13º     |       |
| 26º  | 48 | Jean-Louis Tournadre   | DB Motos                       | Yamaha FZR750   | 15   | +1:31.170 | 35º     |       |
| 27º  | 22 | Manfred Fischer        | Hein Gericke                   | Honda RC30      | 15   | +1:35.730 | 27º     |       |
| 28º  | 51 | Marino Fabbri          | Moto Club Paolo Tordi          | Bimota YB4      | 15   | +1:37.580 | 36º     |       |
| 29º  | 35 | Robert Dunlop          | PJ O'Kane Racing               | Honda RC30      | 15   | +1:38.240 | 39º     |       |
| 30º  | 16 | Bernd Caspers          | Suzuki Motor GmbH Deutschland  | Suzuki GSX-R750 | 15   | +1:49.320 | 32º     |       |
| 31º  | 10 | Steve Williams         | Fowler Yamaha DTR              | Bimota YB4      | 15   | +1:49.710 | 40º     |       |

### Ritirati
| Nº | Pilota           | Squadra                | Motocicletta    | Giri | Griglia |
| -- | ---------------- | ---------------------- | --------------- | ---- | ------- |
| 76 | Felix Beck       |                        | Kawasaki GPX750 | 14   | 38º     |
| 14 | Bodo Schmidt     | Bimota Vertrieb        | Bimota YB4      | 11   | 24º     |
| 21 | Thomas Franz     | Ditter Plastic Haslach | Bimota YB4      | 10   | 19º     |
| 11 | Jari Suhonen     | Arwidson Racing        | Yamaha FZR750   | 7    | 14º     |
| 29 | Keith Huewen     | Loctite Yamaha         | Bimota YB4      | 5    | 30º     |
| 15 | Michael Galinski | Mitsui Yamaha Racing   | Bimota YB4      | 1    | 11º     |
| 34 | Claudio Biesele  | Hübler Motos Racing    | Bimota YB4      | 1    | 34º     |
| 58 | Wolfgang Möckel  | Fa. Reinhard Reino     | Honda RC30      | 1    | 21º     |

### Non partito
| Nº | Pilota        | Squadra | Motocicletta    |
| -- | ------------- | ------- | --------------- |
| 49 | Klaus Caspers |         | Suzuki GSX-R750 |

### Non qualificati
| Nº | Pilota             | Squadra               | Motocicletta    |
| -- | ------------------ | --------------------- | --------------- |
| 18 | Ernst Riepl        | Jung Kawasaki         | Kawasaki GPX750 |
| 36 | Karl-Heinz Riegl   | Freytag Racing        | Bimota YB4      |
| 31 | Peter Granath      |                       | Yamaha FZR750   |
| 33 | Peter Krummenacher | Frankonia Suzuki      | Suzuki GSX-R750 |
| 50 | Andy McGladdery    | TTS Suzuki            | Suzuki GSX-R750 |
| 78 | Kimmo Kopra        |                       | Yamaha FZ750    |
| 59 | Sven Seidel        |                       | Suzuki GSX-R750 |
| 32 | Peter Sköld        |                       | Honda RC30      |
| 30 | Asa Moyce          |                       | Kawasaki GPX750 |
| 12 | Esko Kuparinen     |                       | Kawasaki GPX750 |
| 69 | José Maria Pardo   | Gabi Competicion      | Yamaha FZR750   |
| 64 | Dave Leach         |                       | Yamaha FZR750   |
| 40 | Darren Dixon       |                       | Suzuki GSX-R750 |
| 73 | Erik Mikael Rosman |                       | Suzuki GSX-R750 |
| 20 | Mario Rubatto      |                       | Suzuki GSX-R750 |
| 75 | Pavol Dekanek      |                       | Suzuki GSX-R750 |
| 74 | Ralf Altzschner    |                       | Suzuki GSX-R750 |
| 60 | Hervé Moineau      | Suzuki Minolta Racing | Suzuki GSX-R750 |
| 72 | Harri Loponen      |                       | Suzuki GSX-R750 |
| 42 | Árpád Harmati      | MAMS                  | Yamaha FZR750   |
| 77 | Manfred Fiedler    |                       | Suzuki GSX-R750 |
| 79 | Urs Portmann       |                       | Yamaha FZR750   |

## Gara 2
Fonti 

### Arrivati al traguardo
| Pos. | Nº | Pilota               | Squadra                        | Motocicletta    | Giri | Tempo           | Punti |
| ---- | -- | -------------------- | ------------------------------ | --------------- | ---- | --------------- | ----- |
| 1º   | 2  | Davide Tardozzi      | Bimota SpA                     | Bimota YB4      | 15   | 33min 23s 050ms | 10    |
| 2º   | 6  | Stéphane Mertens     | Bimota SpA                     | Bimota YB4      | 15   | +3.340          | 8,5   |
| 3º   | 45 | Alex Vieira          | Honda France Motul             | Honda RC30      | 15   | +6.330          | 7,5   |
| 4º   | 9  | Roger Burnett        | Honda Britain                  | Honda RC30      | 15   | +8.900          | 6,5   |
| 5º   | 3  | Joey Dunlop          | Shell Gemini Oil               | Honda RC30      | 15   | +9.020          | 5,5   |
| 6º   | 67 | Éric Delcamp         | Kawasaki France                | Kawasaki GPX750 | 15   | +9.560          | 5     |
| 7º   | 61 | Kenny Irons          | Bridge Garages Exeter          | Honda RC30      | 15   | +10.170         | 4,5   |
| 8º   | 65 | Fabrizio Pirovano    | Moto Club Carate Brianza       | Yamaha FZR750   | 15   | +10.420         | 4     |
| 9º   | 5  | Virginio Ferrari     | Moto Club Milano               | Honda RC30      | 15   | +13.630         | 3,5   |
| 10º  | 17 | Andreas Hofmann      | Eckert Motorradtechnik         | Honda RC30      | 15   | +15.640         | 3     |
| 11º  | 1  | Marco Lucchinelli    | Ducati Team Lucky              | Ducati 851      | 15   | +19.490         | 2,5   |
| 12º  | 14 | Bodo Schmidt         | Bimota Vertrieb                | Bimota YB4      | 15   | +29.510         | 2     |
| 13º  | 28 | Paul Iddon           | Pee Jay Racing                 | Bimota YB4      | 15   | +30.020         | 1,5   |
| 14º  | 52 | Peter Rubatto        | Hein Gericke                   | Bimota YB4      | 15   | +30.430         | 1     |
| 15º  | 15 | Michael Galinski     | Mitsui Yamaha Racing           | Bimota YB4      | 15   | +31.190         | 0,5   |
| 16º  | 47 | Adrien Morillas      | Kawasaki France                | Kawasaki GPX750 | 15   | +31.510         |       |
| 17º  | 56 | Udo Mark             | Mitsui Yamaha Racing           | Yamaha FZR750   | 15   | +31.880         |       |
| 18º  | 4  | Mark Phillips        | Loctite Yamaha                 | Bimota YB4      | 15   | +34.800         |       |
| 19º  | 58 | Wolfgang Möckel      | Fa. Reinhard Reino             | Honda RC30      | 15   | +50.380         |       |
| 20º  | 70 | Thierry Crine        | Suzuki Minolta Racing          | Suzuki GSX-R750 | 15   | +57.990         |       |
| 21º  | 35 | Robert Dunlop        | PJ O'Kane Racing               | Honda RC30      | 15   | +1:10.430       |       |
| 22º  | 22 | Manfred Fischer      | Hein Gericke                   | Honda RC30      | 15   | +1:14.800       |       |
| 23º  | 63 | Anders Andersson     | Suzuki Sweden                  | Suzuki GSX-R750 | 15   | +1:15.790       |       |
| 24º  | 57 | Anton Gruschka       | Hötzinger & Wirthmüller Racing | Honda VFR750    | 15   | +1:26.430       |       |
| 25º  | 16 | Bernd Caspers        | Suzuki Motor GmbH Deutschland  | Suzuki GSX-R750 | 15   | +1:33.030       |       |
| 26º  | 48 | Jean-Louis Tournadre | DB Motos                       | Yamaha FZR750   | 15   | +1:59.140       |       |
| 27º  | 7  | Ernst Gschwender     | Suzuki Motor GmbH Deutschland  | Suzuki GSX-R750 | 15   | +4:17.840       |       |

### Ritirati
| Nº | Pilota                 | Squadra                | Motocicletta    | Giri |
| -- | ---------------------- | ---------------------- | --------------- | ---- |
| 8  | Fred Merkel            | RCM                    | Honda RC30      | 14   |
| 71 | René Rasmussen         |                        | Suzuki GSX-R750 | 13   |
| 21 | Thomas Franz           | Ditter Plastic Haslach | Bimota YB4      | 11   |
| 51 | Marino Fabbri          | Moto Club Paolo Tordi  | Bimota YB4      | 11   |
| 44 | Edwin Weibel           | Mühlebach Honda        | Honda RC30      | 9    |
| 46 | Christophe Bouheben    | Honda France Motul     | Honda RC30      | 8    |
| 76 | Felix Beck             |                        | Kawasaki GPX750 | 8    |
| 10 | Steve Williams         | Fowler Yamaha DTR      | Bimota YB4      | 7    |
| 66 | Jean-Louis Guignabodet |                        | Honda RC30      | 5    |
| 29 | Keith Huewen           | Loctite Yamaha         | Bimota YB4      | 2    |

### Non partiti
| Nº | Pilota          | Squadra             | Motocicletta    |
| -- | --------------- | ------------------- | --------------- |
| 11 | Jari Suhonen    | Arwidson Racing     | Yamaha FZR750   |
| 34 | Claudio Biesele | Hübler Motos Racing | Bimota YB4      |
| 49 | Klaus Caspers   |                     | Suzuki GSX-R750 |